# Francesca Provvisionato
Francesca Provvisionato (Modena, 1967) è un mezzosoprano italiano.

## Biografia
Nata a Modena, studia pianoforte principale dapprima al locale liceo musicale "Orazio Vecchi" e poi al conservatorio "G.B. Martini" di Bologna, dove si diploma con il massimo di voti. Nel frattempo si laurea all'Università di Bologna in lingue e letterature straniere moderne. Al medesimo conservatorio di Bologna studia anche canto, diplomandosi con il massimo di voti. Debutta nel 1990 col ruolo di Cherubino ne Le nozze di Figaro al Teatro Comunale di Treviso diretta da Peter Maag, dopo avere vinto il primo premio al Concorso Internazionale "Toti Dal Monte".
Predilige ruoli mozartiani e rossiniani, senza tralasciare la produzione operistica barocca, il repertorio liederistico, la produzione francese e la musica del XX secolo.
È sposata con il direttore d'orchestra Balázs Kocsár.

## Discografia parziale
- 1992 - Gioachino Rossini, L'Occasione fa il Ladro (Claves)
- 1992 - Gioachino Rossini, La Scala di Seta (Claves)
- 1996 - Gaetano Donizetti, L'Elisir d'Amore (Erato)
- 2002 - Antonio Vivaldi, Il Giustino (Virgin Classics)

## DVD
- 1996 - Gioachino Rossini, Le Nozze di Figaro (France 3, Opéra National de Lyon, RM Associates)